# Kostur (Albania)
Kostur lub Kosturr – wieś położona w północnej części Albanii w gminie Golaj. Wieś znajduje się 104 kilometrów od stolicy państwa, Tirany.

## Demografia
Według spisu ludności z 1989 roku we wsi Kostur mieszkało 542 mieszkańców.